# Пітанга-великодзьоб
Пітанга-великодзьоб (Megarynchus pitangua) — птах з родини тиранових. Єдиний в роді Megarynchus Thunberg, 1824.

## Опис
Є один з найбільших представників родини, досягаючи довжини до 28 см, і маси 55—65 грам. Забарвлення спини буре, груди і черево — лимонно-жовтого кольору. Через лоб проходить поздовжня смуга помаранчевого кольору. Над кожним оком є біла смужка у вигляді брови. Дзьоб широкий і потужний.

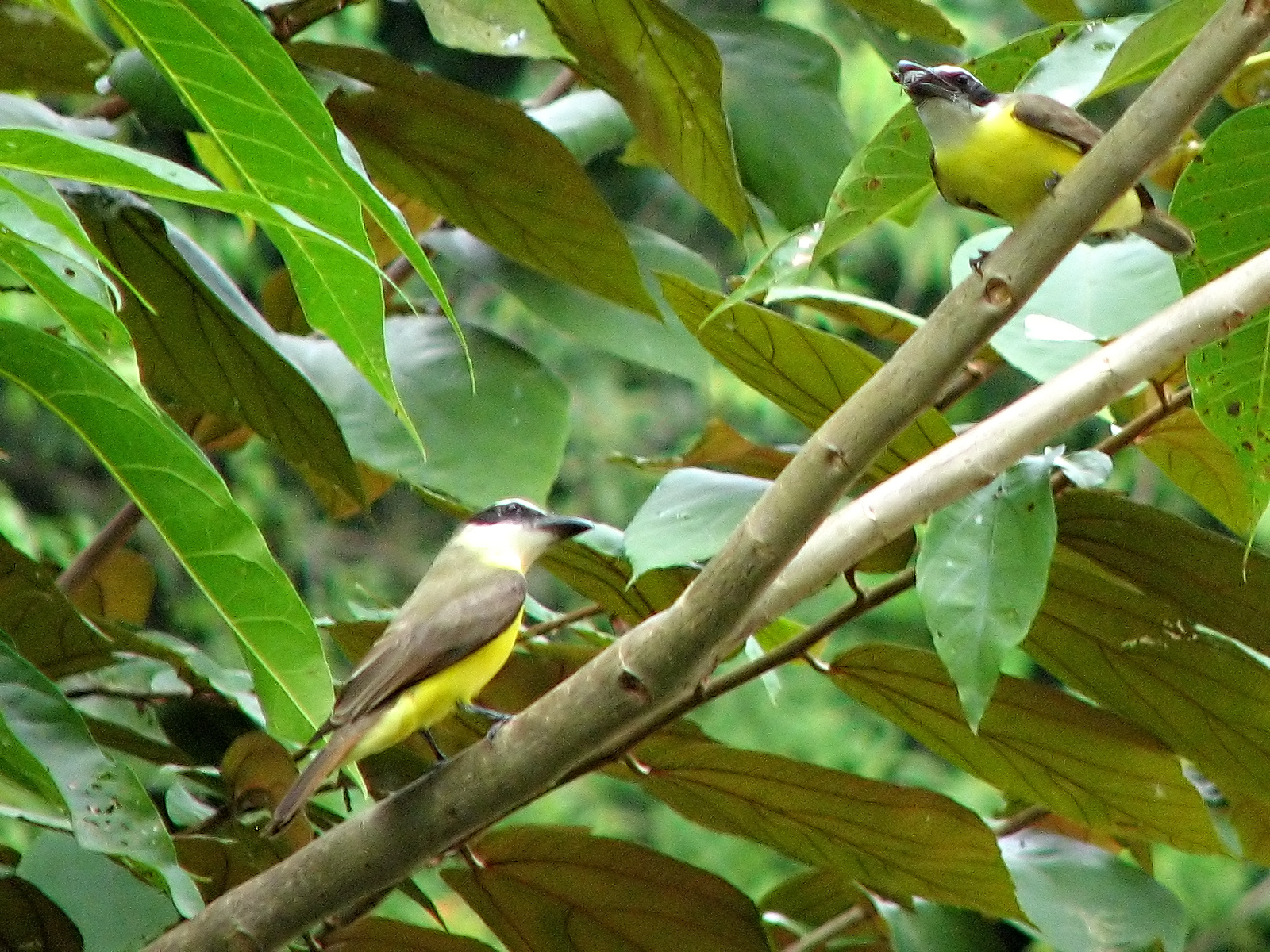

Харчується комахами, безхребетними, ящірками, жабами, дрібними ссавцями, наприклад гризунами.

## Ареал
Мешкає в лісистих місцевостях від півдня Мексики до Болівії та Аргентини до Тринідаду, включаючи Беліз, Коста-Рику, Гватемалу, Гондурас, Нікарагуа, Панаму, Сальвадор, Аргентину, Болівію, Бразилію, Колумбію, Еквадор, Французьку Гвіану, Парагвай, Перу, Суринам, Венесуелу.

## Розмноження
Гнізда, побудовані самицею, за своїм зовнішнім виглядом подібні до відкритого блюдця з палицями. Зазвичай в кладці 2—3 білуваті яйця з мармуровим коричневим малюнком. Висиджування триває 17—18 днів. Пташенята стають опереними приблизно через 24 дні після вилуплення.

## Підвиди
- Megarynchus pitangua caniceps
- Megarynchus pitangua chrysogaster
- Megarynchus pitangua deserticola
- Megarynchus pitangua mexicanus
- Megarynchus pitangua pitangua
- Megarynchus pitangua tardiusculus